# Cate Blanchett
Pour les articles homonymes, voir Blanchett.
Cate Blanchett (/keɪt ˈblæntʃət/) est une actrice australo-américaine, née le 14 mai 1969 à Melbourne.
Souvent considérée comme l’une des meilleures actrices de sa génération, elle est reconnue pour la variété de ses rôles, alternant entre les films d’auteur, les blockbusters et le théâtre. Son travail est reconnu à travers ses nombreuses nominations et récompenses – sept nominations aux Oscars, dont deux récompenses, neuf nominations aux Golden Globes, dont quatre trophées, la Coupe Volpi de la meilleure interprétation féminine, des nominations aux Primetime Emmy Awards et aux Tony Awards. 
Elle accède à la renommée internationale au tournant de ses trente ans, en 1998, avec le film Elizabeth. Elle marque les esprits et reçoit sa première nomination à l’Oscar de la meilleure actrice. Elle reçoit sa statuette six ans plus tard, cette fois dans la catégorie meilleure actrice dans un second rôle, pour le rôle de Katharine Hepburn dans Aviator (2004) de Martin Scorsese. Elle est de nouveau récompensée en 2014 grâce à sa prestation dans Blue Jasmine (2013) de Woody Allen, cette fois par l'Oscar de la meilleure actrice. Ses autres nominations sont pour ses rôles dans Chronique d'un scandale, I'm Not There, Elizabeth : L'Âge d'or, Carol et Tár, faisant d’elle l’actrice australienne la plus nommée.
Elle participe également à de nombreux films ayant un fort succès commercial : elle est  Galadriel dans les trilogies Le Seigneur des anneaux (2001-2003) et Le Hobbit (2012-2014), Irina Spalko dans Indiana Jones et le Royaume du crâne de cristal (2008), Madame de Trémaine dans le remake live (2015) du film d'animation Cendrillon (1950) ou encore Hela dans Thor : Ragnarok (2017).
Comédienne, elle a joué dans plus d’une vingtaine de pièces de théâtre. Son mari Andrew Upton et elle ont été directeurs artistiques de la Sydney Theatre Company de 2008 à 2013 : pendant cette période, ils font revivre les classiques Un tramway nommé Désir, Oncle Vania ou encore Les Bonnes, dans lesquels Cate Blanchett joue. Elle fait ses débuts à Broadway dans la pièce de Tchekov, The Present.
Influente et reconnue, elle reçoit la Médaille du Centenaire en 2001 et est nommée Compagnon de l’Ordre d'Australie en 2017. En 2012, le gouvernement français la nomme  Chevalier des Arts et des Lettres ; en 2015, le Museum of Modern Art lui attribue le British Film Institute Fellowship. Elle possède plusieurs doctorats honoris causa dans des universités australiennes. En 2007, Time la classe parmi les cent personnalités les plus influentes au monde. En 2018, elle est l’une des actrices les mieux payées.

## Biographie

### Jeunesse et formation
Catherine Elise Blanchett est née le 14 mai 1969 dans la banlieue d'Ivanhoe, à Melbourne, Elle est la fille de June Gamble, promoteur immobilier australienne, et de Robert DeWitt Blanchett Jr., maître américain au sein de l'US Navy, qui, par la suite, travaille comme cadre dans une agence de publicité,. Ses parents se rencontrent pendant que le navire de son père, l'USS Arneb, se trouve à Melbourne. Elle a dix ans quand son père décède d'une crise cardiaque. Elle a un frère aîné, Bob, devenu ingénieur de systèmes informatiques, et une sœur cadette, Genevieve, qui travaille comme décoratrice de théâtre. Cate Blanchett a des ascendances anglaises, ainsi que de lointaines origines françaises et écossaises.
Elle se décrit comme ayant une « partie extravertie, une partie introvertie » pendant son enfance. Elle fréquente l'école primaire Ivanhoe East Primary School à Melbourne, puis pour ses études secondaires, est scolarisée à la Ivanhoe Girls' Grammar School (en) et au Methodist Ladies' College, où elle explore sa passion pour la comédie. Elle étudie l'économie et les beaux-arts à l'Université de Melbourne avant de quitter l'Australie pour partir voyager à l'étranger. Après un voyage en Europe, elle se rend en Égypte, où elle est invitée à faire de la figuration dans un film de boxe égyptienne, Kaboria. À son retour en Australie, elle quitte l'université de Melbourne et rejoint l'institut national d'art dramatique à Sydney afin d'exercer la profession d'actrice. Elle en ressort diplômée en 1992.

### Débuts et révélation critique (1996-1997)
Cate Blanchett obtient son premier grand rôle sur scène avec la pièce Oleanna de David Mamet, dans lequel elle est opposée à Geoffrey Rush. Pour cette pièce, elle remporte le prix du meilleur nouveau venu au Sydney Theatre Critics. Elle interprète également le rôle d'Ophélie dans la pièce Hamlet, produite par la compagnie de théâtre Company B entre 1994 et 1995, et mise en scène par Neil Armfield, dans lequel elle partage la vedette avec Rush et Richard Roxburgh. Par la suite, elle apparaît dans les mini-séries télévisées Heartland, face à Ernie Dingo, et Bordertown, aux côtés d'Hugo Weaving, suivi d'un épisode de la série télévisée Sydney Police. Elle tourne dans le téléfilm Police Rescue dans lequel elle incarne un professeur pris en otage par des bandits armés, puis dans le moyen-métrage Parklands, qui a obtenu une sortie limitée dans les cinémas australiens.
En 1997, Blanchett fait ses débuts cinématographiques à l'international avec un rôle secondaire, celui d'une infirmière capturée par l'armée japonaise pendant la Seconde Guerre mondiale dans Paradise Road, de Bruce Beresford, dans lequel elle partage la vedette avec Glenn Close et Frances McDormand. La réception critique à sa sortie est mitigée, et ne remporte pas un franc succès au box-office. Elle enchaîne le drame Thank God He Met Lizzie (1997), face à Richard Roxburgh et Frances O'Connor, avant de tourner sous la direction de Gillian Armstrong dans le drame Oscar et Lucinda (1997) dans lequel elle tient son premier rôle principal féminin, face à Ralph Fiennes. Le film est un succès critique, et lui vaut d'être nommée à l'AFI Award de la meilleure actrice en 1998. Elle remporte la même année l'AFI Award de la meilleure actrice dans un second rôle pour sa prestation dans Thank God He Met Lizzie.

### Reconnaissance internationale (1998-2004)
Son premier rôle principal de grande envergure internationale survient en 1998 lorsqu'elle tient le rôle d'Élisabeth Ire d'Angleterre dans le drame biographique Elizabeth de Shekhar Kapur. Sa prestation est saluée par les critiques et lui vaut d'obtenir le Golden Globe de la meilleure actrice dans un film dramatique et une nomination à l'Oscar de la meilleure actrice. Elle est la seule actrice à avoir été nommée aux Oscars dans cette catégorie pour le rôle d'Élisabeth Tudor, jadis incarnée à l'écran par Sarah Bernhardt, Bette Davis, Jean Simmons et Glenda Jackson. Bien que n'ayant pas reçu l'Oscar, remporté par Gwyneth Paltrow, Blanchett obtient le BAFTA de la meilleure actrice en plus du Golden Globe. Ironie de l'histoire, c'est la même année que Judi Dench, sa future partenaire de Chronique d'un scandale, se voit décerner l'Oscar du meilleur second rôle féminin pour son interprétation de la reine vierge dans Shakespeare in Love, le film qui a permis à Paltrow d'être sacrée « Meilleure actrice ».
En 1999, Blanchett est à l'affiche de la comédie Les Aiguilleurs, dans laquelle elle donne alors la réplique à John Cusack, Billy Bob Thornton et Angelina Jolie, suivie de la comédie romantique Un mari idéal, où elle est face à Julianne Moore. La même année, elle tient le rôle de Meredith Logue dans le thriller Le Talentueux Mr Ripley d'Anthony Minghella, côtoyant Jude Law, Matt Damon et Gwyneth Paltrow. Lors de sa sortie, Le Talentueux Mr Ripley rencontre un succès critique et commercial,, et vaut à Blanchett sa seconde nomination au BAFTA. Enfin, elle double Abigail Good dans Eyes Wide Shut de Stanley Kubrick.
En 2000, elle joue le rôle d'une danseuse au grand cœur dans le drame indépendant The Man who cried, face à Christina Ricci et Johnny Depp.
Désormais célèbre, Blanchett s'attache une foule de nouveaux fans lorsqu'elle interprète la reine des Elfes Galadriel dans la trilogie du Seigneur des anneaux de Peter Jackson (2001, 2002 et 2003). La série de films détient le record de la plus grosse recette de tous les temps pour une trilogie. La saga de fantasy, adaptée du best-seller de J. R. R. Tolkien, vaut aussi à l'actrice son plus gros succès au box-office. En plus du Seigneur des Anneaux, Blanchett se diversifie, tournant aussi bien dans des drames tels que Charlotte Gray et Terre Neuve, que dans des comédies comme Bandits où sa prestation de femme au foyer excentrique, délaissée par son époux et initiée au banditisme lui vaut une seconde nomination aux Golden Globes.

### Consécration (2005-2007)

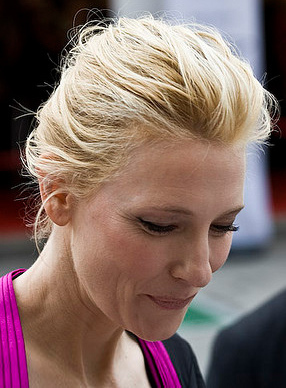
L'actrice à la première de Elizabeth : L'Âge d'or, au Festival International du film de Toronto 2007.

En 2005, elle remporte l'Oscar de la meilleure actrice dans un second rôle pour son interprétation de Katharine Hepburn dans Aviator de Martin Scorsese, devenant ainsi la première personne à obtenir un Oscar pour avoir incarné un acteur ou actrice précédemment oscarisé. Elle remporte l'AFI Award de la meilleure actrice pour sa prestation d’héroïnomane dans le film australien Little Fish qui, bien que moins connu à l'échelle mondiale que d'autres films de l'actrice, lui vaut des critiques très élogieuses en Australie.
En 2006, elle tourne sous la direction d'Alejandro González Iñárritu dans le drame Babel où elle partage la vedette avec Brad Pitt. Puis elle figure au générique de The Good German de Steven Soderbergh, avec également George Clooney, et de Chronique d'un scandale où elle donne la réplique à Judi Dench. Sa prestation dans ce dernier film lui rapporte une troisième nomination aux Oscars.
En 2007, elle est nommée comme l'une des 100 personnalités les plus influentes du monde par le magazine Time. Elle est également désignée comme l'une des actrices ayant le plus de succès par Forbes.
La même année, elle joue l'un des six Bob Dylan du film de Todd Haynes I'm Not There. Son interprétation de l'icône mondiale de la musique populaire lui permet de recevoir la Coupe Volpi de la meilleure actrice à la 64e Mostra de Venise ainsi que le Golden Globe du meilleur second rôle féminin et une nouvelle nomination à l'Oscar dans la catégorie équivalente. Elle reçoit simultanément une seconde citation à l'Oscar de la meilleure actrice pour le rôle d'Élisabeth Ire, repris dans Elizabeth : L'Âge d'or, la suite d'Elizabeth toujours réalisée par Shekhar Kapur. Néanmoins, Cate Blanchett s'incline devant la Britannique Tilda Swinton, distinguée comme « Meilleur second rôle » pour Michael Clayton et la Française Marion Cotillard, sacrée « Meilleure actrice » pour son interprétation d'Édith Piaf dans La Môme.
L'année suivante, elle entame un virage plus commercial, lui permettant de se diversifier.

### Diversification et blockbusters (depuis 2008)
L'année 2008 est marquée par la sortie de deux gros projets : tout d'abord l'attendue suite Indiana Jones et le Royaume du crâne de cristal, réalisée par Steven Spielberg, dans lequel elle tient le rôle de la scientifique russe Irina Spalko, l'antagoniste. Puis elle partage l'affiche du mélodrame fantastique L'Étrange Histoire de Benjamin Button, de David Fincher, avec Brad Pitt. Ensemble, ils racontent l'histoire d'un couple à travers le temps.

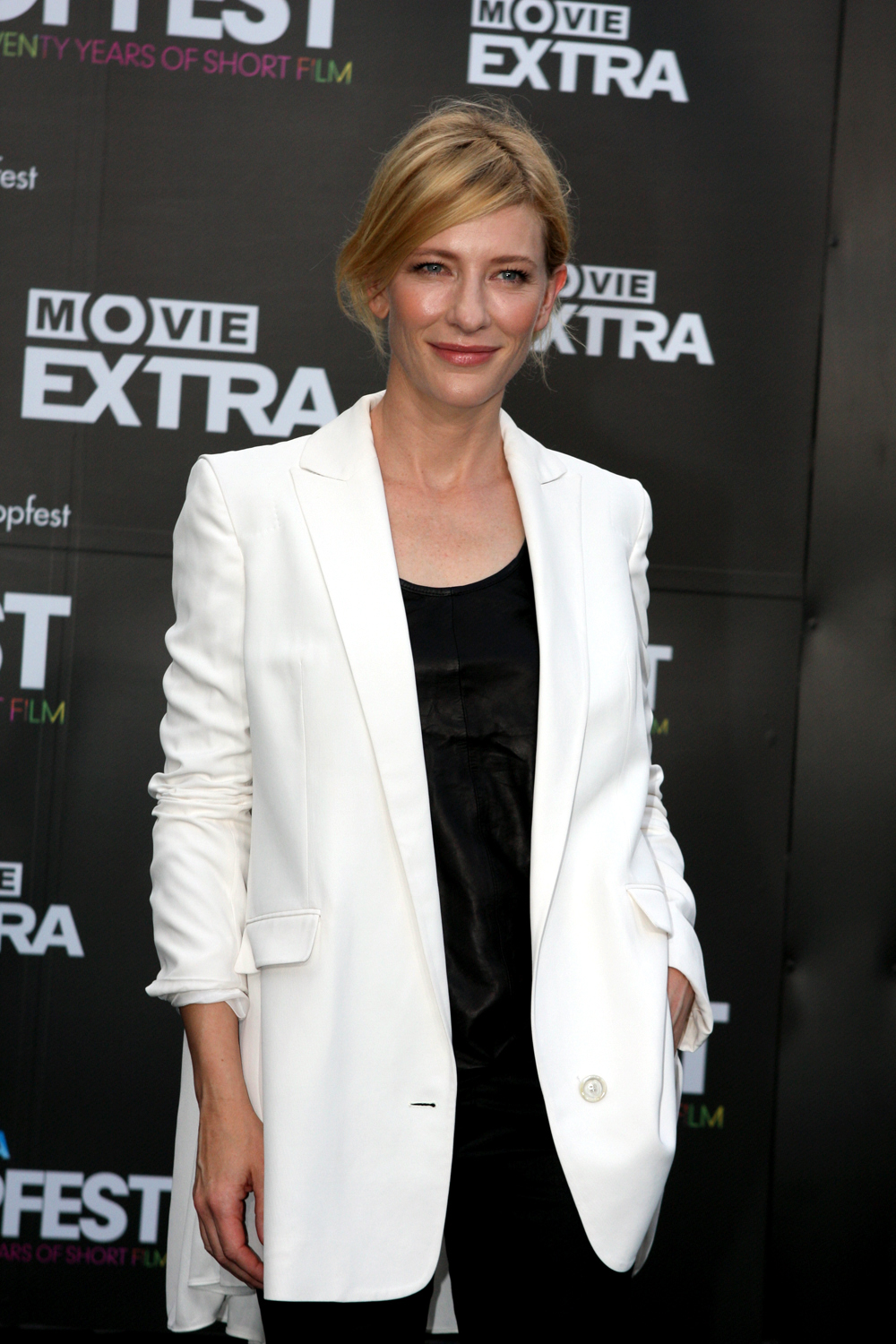
L'actrice, membre du jury du Tropfest Opens, à Sydney, en 2013.

En février de la même année, l'actrice est choisie par le gouvernement australien pour présider le comité d'orientation sur l'avenir du cinéma et du théâtre en Australie. Ce sommet baptisé « Créative Australie » se tient les 19 et 20 avril 2008 à Canberra.
En 2009, elle est à l'affiche d'un autre blockbuster, cette fois réalisé par Ridley Scott. Elle prête ses traits à Belle Marianne dans une nouvelle adaptation de Robin des Bois, avec son compatriote Russell Crowe dans le rôle titre.
Si en 2011, elle se contente de seconder Saoirse Ronan, titulaire du rôle-titre de Hanna, film d'aventures de Joe Wright, elle prépare surtout son grand retour l'année suivante dans le rôle qui l'a révélée au monde entier, celui de Galadriel.
En effet, à la fin de l'année 2012 sort le blockbuster Le Hobbit : Un voyage inattendu, premier chapitre d'une trilogie préquelle toujours mise en scène par Peter Jackson. En décembre 2013 et 2014, sortiront respectivement Le Hobbit : La Désolation de Smaug et Le Hobbit : La Bataille des Cinq Armées. Le box-office est excellent, même si l'engouement critique n'est pas celui de 2001.

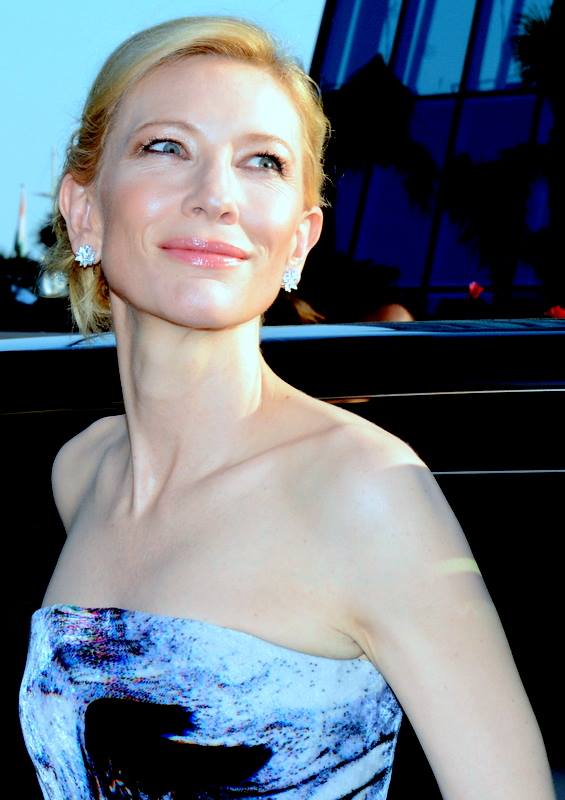
L'actrice au Festival de Cannes 2015, pour la présentation de Carol.

Entre-temps, l'actrice renoue avec des projets plus modestes, dont elle est la tête d'affiche : en 2013, elle joue dans le film indépendant australien The Turning, de Simon Stone, mais elle est surtout la vedette du nouveau long-métrage de Woody Allen, Blue Jasmine. Sa performance de bourgeoise entretenue et névrosée lui vaut les louanges de la critique et de nombreuses récompenses parmi lesquelles l'Oscar, le Golden Globe, le SAG Award et le BAFTA de la meilleure actrice. En septembre, elle devient la star de Giorgio Armani et l'ambassadrice de son nouveau parfum. Elle est ainsi présentée comme une figure marquante de la beauté féminine actuelle.
L'année suivante, elle est à l'affiche de cinq longs-métrages : tout d'abord, elle joue dans la superproduction Cendrillon, adaptation du conte du même nom signée Kenneth Branagh. Elle y incarne Madame Trémaine, la belle-mère de l'héroïne. Puis elle est au casting quatre étoiles de l'expérimental Knight of Cups, de Terrence Malick. Elle évolue également dans le thriller Truth : Le Prix de la vérité, de James Vanderbilt. Enfin, elle se fait remarquer par ses retrouvailles avec Todd Haynes : en effet, sa prestation dans le rôle-titre de la romance historique Carol lui vaut de nouveau les louanges de la critique. Cette adaptation du roman de Patricia Highsmith lui permet de jouer une femme mariée d'un milieu aisé des années 1950 qui tombe amoureuse d'une vendeuse de grand magasin interprétée par Rooney Mara. Cette dernière est récompensée par le Prix d'interprétation féminine au 68e Festival de Cannes pour ce film. En 2016, les deux actrices seront nommées aux Golden Globes, aux BAFTA et aux Oscars.
Ce succès éclipse sa performance dans le film-concept Manifesto, de Julian Rosefeldt, sorti la même année, où elle incarne de multiples personnages.
En 2017, elle rejoint l’univers cinématographique Marvel le temps du blockbuster Thor : Ragnarok, troisième volet des aventures du dieu du tonnerre, dans lequel elle joue le rôle de la déesse maléfique Hela, demi-sœur du héros incarné par Chris Hemsworth.
L'année 2018 la voit défendre deux gros projets : avec Sandra Bullock, elle mène la bande de braqueuses de Ocean's 8, de Gary Ross, spin-off de la trilogie Ocean's de Steven Soderbergh. Puis à la fin de l'année, elle évolue dans deux productions pour la jeunesse : elle partage l'affiche de La Prophétie de l'horloge, d'Eli Roth, avec l'acteur comique Jack Black, et prête sa voix à Kaa dans le film en capture de mouvement Mowgli, d'Andy Serkis.
En 2025, elle apparaît brièvement dans le dernier épisode de la série sud-coréenne Squid Game de Hwang Dong-hyuk, la série la plus regardée de toute l'histoire de la plateforme Netflix, avec 2,2 milliards d'heures de visionnage pour la saison 1, 90 jours après sa sortie.

### Festivals

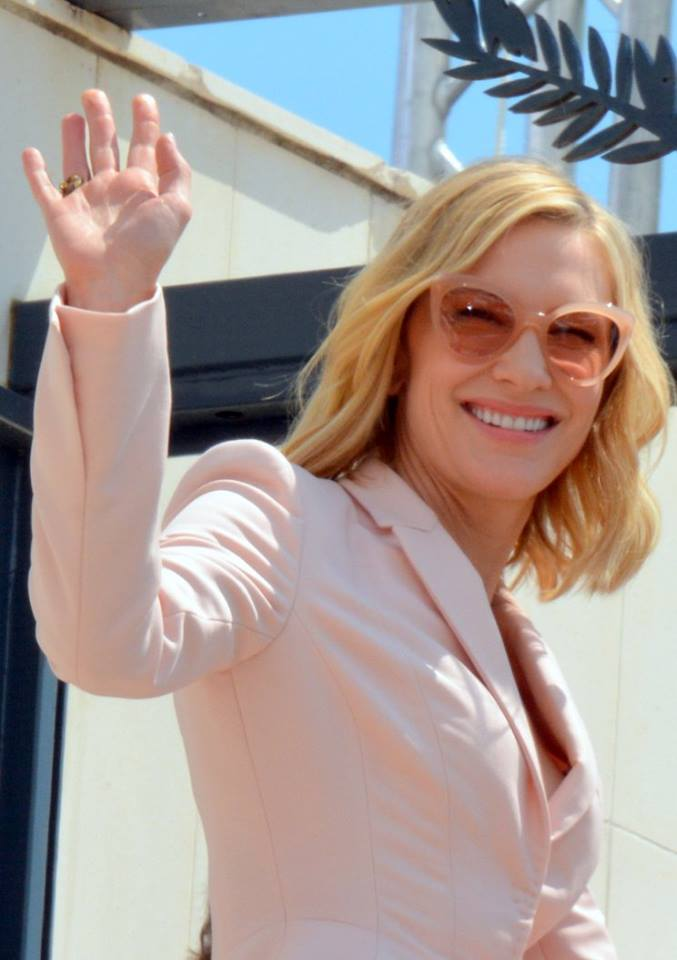
Cate Blanchett, présidente du jury du Festival de Cannes 2018.

En 2018, elle préside le jury de la 71e édition du Festival de Cannes, remettant la Palme d'or à Une affaire de famille d'Hirokazu Kore-eda. Elle succède à Pedro Almodóvar.
En 2020, elle préside le jury de la 77e édition du Festival de Venise, remettant le Lion d'or à Nomadland de Chloé Zhao. Elle succède à la réalisatrice Lucrecia Martel.

### Vie privée
Cate Blanchett est mariée, depuis 1997, à l'écrivain Andrew Upton,, avec qui elle a trois fils, nés en 2001, 2004 et 2008, et une fille, adoptée en 2015,.
Après avoir vécu à Hunters Hill près de Sydney et avoir dirigé avec son mari la Sydney Theatre Company, elle s'installe avec sa famille en Angleterre à Crowborough en 2015.
Elle est végétarienne.

## Théâtre
- 1992 : Electre (Electra) d'Euripide, mise en scène Lindy Davies, National Institute of Dramatic Art : Electre
- 1992 : Top Girls de Caryl Churchill, Sydney Theatre Company : Patient Griselda / Nell / Jeanine
- 1993 : Oleanna de David Mamet, Sydney Theatre Company : Carol
- 1993-1994 : Kafka Dances de Timothy Daly, Griffin Theater Company et Sydney Theatre Company : Bride / Felice
- 1994 : Hamlet de William Shakespeare, mise en scène Neil Armfield, Belvoir St Theatre de Sydney : Ophelia
- 1995 : Sweet Phoebe de Michael Gow, mise en scène de l'auteur, Sydney Theatre Company et Warehouse Theatre en Angleterre : Helen
- 1995 : La Tempête (The Tempest) de William Shakespeare, mise en scène Neil Armfield, Belvoir St Theatre de Sydney : Miranda
- 1995 : The Blind Giant is Dancing de Stephen Sewell, mise en scène Neil Armfield, Belvoir St Theatre de Sydney : Rose Draper
- 1997 : La Mouette (The Seagull) d'Anton Tchekhov, mise en scène Neil Armfield, Belvoir St Theatre de Sydney : Nina
- 1999 : Plenty de David Hare, mise en scène Jonathan Kent, Albery Theatre de Londres : Susan Traherne
- 1999 : Les Monologues du vagin (The Vagina Monologues) d'Eve Ensler, The Old Vic de Londres (lecture)
- 2004 : Hedda Gabler d'Henrik Ibsen, Sydney Theatre Company : Hedda Gabler
- 2006-2007 : Une sorte d'Alaska (A Kind of Alaska) d'Harold Pinter, mise en scène Andrew Upton, Sydney Theatre Company
- 2007-2008 : Blackbird de et mis en scène par David Harrower, Sydney Theatre Company, New Zealand Arts Festival, Ruhrfestspiele de Recklinghausen
- 2009 : The War of the Roses de William Shakespeare, mise en scène Benedict Andrews, Sydney Theatre Company : Richard II / Lady Anne
- 2009 : Un tramway nommé Désir (A Streetcar Named Desire) de Tennessee Williams, mise en scène Liv Ullmann, Sydney Theatre Company, Kennedy Center de Washington : Blanche DuBois
- 2011 : Oncle Vania (Uncle Vanya) d'Anton Tchekhov, mise en scène Andrew Upton, Sydney Theatre Company : Yelena
- 2011-2012 : Grand et petit (Gross und Klein) de Botho Strauss, mise en scène Benedict Andrews, Sydney Theatre Company, Barbican Centre de Londres, Théâtre de la Ville de Paris, Vienna Festival, Ruhrfestspiele de Recklinghausen : Lotte
- 2013-2014 : The Maids d'après Les Bonnes de Jean Genet, mise en scène Benedict Andrews, Sydney Theatre Company, New York City Center : Claire
- 2015/2017 : The Present d'après Platonov d'Anton Tchekhov, mise en scène John Crowley, Sydney Theatre Company, Ethel Barrymore Theatre à Broadway : Anna Petrovna
- 2019 : Quand nous nous serons suffisamment torturés (When we have sufficiently tortured each other) de Martin Crimp, mise en scène Katie Mitchell, National Theatre de Londres : la femme
- 2025 : La Mouette (The Seagull) d'Anton Tchekhov, Barbican Theatre de Londres : Arkadina

## Filmographie

### Cinéma

#### Années 1990
- 1990 : Kaboria de Khairy Beshara : Figuration
- 1994 : Police Rescue de Michael Carson : Vivian
- 1996 : Parklands de Kathryn Millard : Rosie
- 1997 : Paradise Road de Bruce Beresford : Susan Macarthy
- 1997 : Thank God He Met Lizzie de Cherie Nowlan : Lizzie
- 1997 : Oscar et Lucinda de Gillian Armstrong : Lucinda Leplastrier
- 1998 : Elizabeth de Shekhar Kapur : Élisabeth Ire d'Angleterre
- 1999 : Un mari idéal d'Oliver Parker : Lady Gertrude Chiltern
- 1999 : Les Aiguilleurs de Mike Newell : Connie Falzone
- 1999 : Le Talentueux Mr Ripley (The Talented Mr. Ripley) d'Anthony Minghella : Meredith Logue
- 1999 : Eyes Wide Shut de Stanley Kubrick : la femme mystérieuse (voix ; non créditée)

#### Années 2000
- 2000 : Les Larmes d'un homme (The Man Who Cried) de Sally Potter : Lola
- 2000 : Intuitions (The Gift) de Sam Raimi : Annie Wilson
- 2001 : Bandits : Gentlemen braqueurs (Bandits) de Barry Levinson : Kate Wheeler
- 2001 : Le Seigneur des anneaux : La Communauté de l'anneau (The Lord of Rings: The Fellowship of the Ring) de Peter Jackson : Galadriel
- 2001 : Charlotte Gray de Gillian Armstrong : Charlotte Gray / Dominique Gilbert
- 2001 : Terre Neuve (The Shipping News) de Lasse Hallström : Petal
- 2002 : Heaven de Tom Tykwer : Philippa
- 2002 : Le Seigneur des anneaux : Les Deux Tours (The Lord of Rings: The Two Towers) de Peter Jackson : Galadriel
- 2003 : Veronica Guerin de Joel Schumacher : Veronica Guerin
- 2003 : Coffee and Cigarettes de Jim Jarmusch : Kate et Shelly (segment Cousins)
- 2003 : Les Disparues (The Missing) de Ron Howard : Magdalena Gilkeson
- 2003 : Le Seigneur des anneaux : Le Retour du roi (The Lord of Rings: The Return of the King) de Peter Jackson : Galadriel
- 2004 : La Vie aquatique (The Life Aquatic with Steve Zissou) de Wes Anderson : Jane Winslett-Richardson
- 2004 : Aviator (The Aviator) de Martin Scorsese : Katharine Hepburn
- 2005 : Stories of Lost Souls de Andrew Upton : Julie-Anne (compilation de courts-métrages, segment Bangers)
- 2005 : Little Fish de Rowan Woods : Tracy
- 2006 : Babel d'Alejandro González Iñárritu : Susan Jones
- 2006 : The Good German de Steven Soderbergh : Lena Brandt
- 2006 : Chronique d'un scandale (Notes on a Scandal) de Richard Eyre : Sheba Hart
- 2007 : Hot Fuzz d'Edgar Wright : Jeannine (non créditée)
- 2007 : I'm Not There de Todd Haynes : Jude Quinn (Bob Dylan)
- 2007 : Elizabeth : L'Âge d'or (Elizabeth: The Golden Age) de Shekhar Kapur : Élisabeth Ire d'Angleterre
- 2008 : Ponyo sur la falaise (Gake no ue no Ponyo) de Hayao Miyazaki : Grandmammare (voix)
- 2008 : Indiana Jones et le Royaume du crâne de cristal (Indiana Jones and the Kingdom of the Crystal Skull) de Steven Spielberg : Irina Spalko
- 2008 : L'Étrange Histoire de Benjamin Button de David Fincher : Daisy

#### Années 2010
- 2010 : Robin des Bois (Robin Hood) de Ridley Scott : Belle Marianne
- 2011 : The Last Time I Saw Michael Gregg de Steven Soderbergh
- 2011 : Hanna de Joe Wright : Marissa Wiegler
- 2012 : Le Hobbit : Un voyage inattendu (The Hobbit: An Unexpected Journey) de Peter Jackson : Galadriel
- 2013 : Blue Jasmine de Woody Allen : Jasmine
- 2013 : The Turning de Simon Stone : Gail Lang (segment Reunion)
- 2013 : Le Hobbit : La Désolation de Smaug (The Hobbit: The Desolation of Smaug) de Peter Jackson : Galadriel
- 2013 : The Galapagos Affair: Satan Came to Eden de Daniel Geller et Dayna Goldfine : Dore Strauch (voix)
- 2014 : Monuments Men (The Monuments Men) de George Clooney : Claire Simone
- 2014 : Le Hobbit : La Bataille des Cinq Armées, (The Hobbit : The Battle of the Five Armies) de Peter Jackson : Galadriel
- 2014 : Dragons 2 (How to Train Your Dragon 2) de Dean DeBlois : Valka (voix)
- 2015 : Cendrillon (Cinderella) de Kenneth Branagh : Madame Trémaine, la marâtre de Cendrillon et la mère d'Anastasie et de Javotte
- 2015 : Knight of Cups de Terrence Malick : Nancy
- 2015 : Carol de Todd Haynes : Carol Aird
- 2015 : Truth : Le Prix de la vérité (Truth) de James Vanderbilt : Mary Mapes
- 2015 : Manifesto de Julian Rosefeldt : Personnages variés
- 2016 : Voyage of Time : Au fil de la vie (Voyage of Time: Life's Journey) de Terrence Malick : La narratrice (voix)
- 2017 : Thor : Ragnarok de Taika Waititi : Hela
- 2017 : Song to Song de Terrence Malick : Amanda
- 2018 : Ocean's 8 de Gary Ross : Lou Miller
- 2018 : La Prophétie de l'horloge (The House with a Clock in Its Walls) d'Eli Roth : Madame Zimmerman
- 2018 : Mowgli : La Légende de la jungle (Mowgli: Legend of the Jungle) d'Andy Serkis : Kaa (voix et capture de mouvement)
- 2019 : Bernadette a disparu (Where'd You Go, Bernadette) de Richard Linklater : Bernadette Branch
- 2019 : Dragons 3 : Le Monde caché de Dean DeBlois : Valka (voix)

#### Années 2020
- 2021 : Nightmare Alley de Guillermo del Toro : Dr Lilith Ritter
- 2021 : Don't Look Up : Déni cosmique (Don't Look Up) d'Adam McKay : Brie Evantee
- 2021 : Pinocchio de Guillermo del Toro et Mark Gustafson : Spazzatura le singe (voix)
- 2022 : Tár de Todd Field : Linda Tarr / "Lydia Tár"
- 2022 : L'École du Bien et du Mal (The School for Good and Evil ) de Paul Feig : la narratrice
- 2023 : The New Boy de Warwick Thornton : sœur Ellen
- 2024 : Rumours, nuit blanche au sommet (Rumours) de Guy Maddin et Evan et Galen Johnson : Hilda Ortmann, la chancelière allemande
- 2024 : Borderlands d'Eli Roth : Lilith
- 2025 : The Insider (Black Bag) de Steven Soderbergh : Kathryn St. Jean
- 2025 : Father, Mother, Sister, Brother de Jim Jarmusch

### Courts métrages
- 1999 : Bangers d'Andrew Upton : Julie Anne (également productrice)
- 2012 : A Cautionary Tail de Simon Rippingale : la narratrice no 1 (voix)
- 2016 : Red de Del Kathryn Barton : la mère

### Télévision
- 1993 : Sydney Police (Police Rescue) (série télévisée) : Madame Haines (saison 3, épisode 5)
- 1994 : Heartland (AUS) (en) (série télévisée) : Elizabeth Ashton (8 épisodes)
- 1994 : G.P. (en) (série télévisée) : Janie Morris (saison 6, épisode 27)
- 1995 : Bordertown (en) (série télévisée) : Bianca (10 épisodes)
- 2012 : Les Griffin (Family Guy) (série télévisée) : Penelope (voix - saison 10, épisode 19) / Élisabeth II (voix - saison 10, épisode 22)
- 2014 : Rake (série télévisée) : Clarice Greene (saison 3, épisode 3)
- 2020 : Mrs. America (mini série télévisée) : Phyllis Schlafly
- 2020 : Stateless (mini série télévisée) : Pat Masters
- 2021 : Staged (série télévisée), saison 2, épisode 7 The Loo Recluse de Simon Evans : elle-même
- 2021-2023 : What If...? : Hela (voix originale - série télévisée d'animation, saison 2, épisode 7,8,9)
- 2024 : Disclaimer : Catherine Ravenscroft
- 2025 : Squid Game de Hwang Dong-hyuk : une recruteuse du jeu (invitée spéciale)(saison 3, épisode 6)

En 2021, elle  participe au clip de la chanson "The Girl Is Crying In Her Latte" du groupe Sparks, dansant aux côtés de ses deux membres, Ron et Russell Mael.

## Distinctions

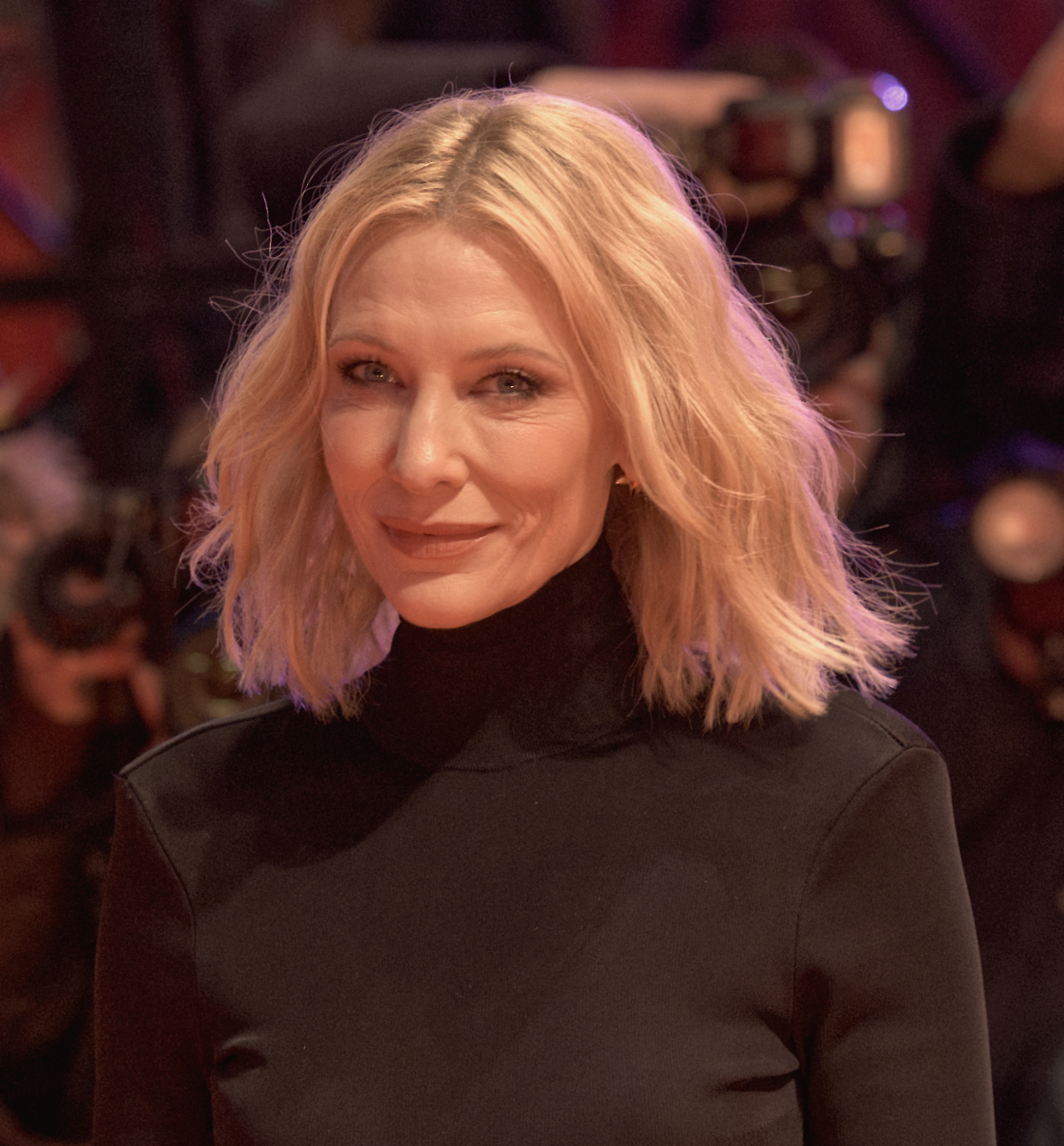
L'actrice en 2023.

Nommée pour la première fois pour l'Oscar de la meilleure actrice en 1999 pour son rôle de la reine Élisabeth Ire dans Elizabeth, elle est couronnée d'un Oscar de la meilleure actrice dans un second rôle en 2005 pour son interprétation de Katharine Hepburn dans Aviator. Aux Oscars 2008, elle est nommée à la fois comme meilleure actrice pour le film Elizabeth : L'Âge d'or et comme meilleure actrice dans un second rôle pour I'm Not There. En 2014, elle remporte un deuxième Oscar, cette fois comme meilleure actrice, pour le film Blue Jasmine. Son rôle dans Tár lui permet d’être à nouveau nommée à l’Oscar de la meilleure actrice en 2023.
Elle reçoit en outre deux fois la Coupe Volpi de la meilleure interprétation féminine à la Mostra de Venise, d'abord en 2007 pour son rôle dans I'm Not There de Todd Haynes, dans lequel elle interprète le rôle d'un Bob Dylan androgyne, puis en 2022 pour le film Tár de Todd Field, dans lequel elle interprète le rôle titre. Elle remporte également le prix de l'Australian Film Institute pour Elizabeth : L'Âge d'or en 2007.
Elle a également reçu des distinctions honorifiques. En 2022, Cate Blanchett remporte ainsi un César d'honneur pour l'ensemble de sa carrière. Le 30 mars 2012, elle est décorée à Paris de la médaille de Chevalier des Arts et des Lettres.

## Voix francophones
En France, Isabelle Gardien est la voix française régulière de Cate Blanchett depuis 1998, l'ayant notamment doublée dans les deux films Elizabeth, Aviator, Babel, L'Étrange Histoire de Benjamin Button, Robin des Bois, Monuments Men, Carol ou encore Ocean's 8. Déborah Perret l'a également doublée à douze reprises dont dans les deux trilogies de La Terre du Milieu, Le Seigneur des anneaux et Le Hobbit ainsi que dans Knight of Cups, Truth : Le Prix de la vérité et Song to Song. Dans le film Coffee and Cigarettes, la première l'a doublée pour le rôle de Cate, tandis que la seconde double le rôle de Shelly.
Juliette Degenne l'a doublée de manière occasionnelle depuis 2013 dans Blue Jasmine, Cendrillon, Thor: Ragnarok, Mrs. America et Don't Look Up : Déni cosmique tandis que Martine Irzenski l'a doublée dans Veronica Guerin, La Vie aquatique et Indiana Jones et le Royaume du crâne de cristal. À titre exceptionnel, elle a été doublée par Sandrine Verselle dans Les Aiguilleurs, Manoëlle Gaillard dans Intuitions, Laure Sabardin dans Terre Neuve, Danièle Douet dans Chronique d'un scandale, Andrea Schieffer dans The Good German, Anne Mathot dans Hot Fuzz et Colette Sodoyez dans la version belge de Truth : Le Prix de la vérité.
Au Québec, Nathalie Coupal est la voix québécoise régulière de l'actrice. Christine Bellier l'a également doublée à trois reprises.
- Versions françaises :
  - Isabelle Gardien dans les films Elizabeth, Babel, L'Étrange Histoire de Benjamin Button, Robin des Bois, Carol, etc.
  - Déborah Perret dans les trilogies Le Seigneur des anneaux et Le Hobbit, Truth : Le Prix de la vérité, Song to Song, etc.

- Versions québécoises (la liste indique les titres québécois) :
  - Nathalie Coupal dans Elizabeth : L'Âge d'or, Indiana Jones et le Royaume du Crâne de Cristal, Robin des Bois, Les Monuments Men, Carol, etc.